# Pallacanestro Varese 1999-2000

## Roster 1999/2000
| No. | Nome                   | Nazionalità                                    | Ruolo        | Nato nel | Altezza |
| --- | ---------------------- | ---------------------------------------------- | ------------ | -------- | ------- |
| 4   | Mauro Calamia          | Italia (bandiera)                              | Playmaker    | 1980     | 1,94 m  |
| 5   | Marco Allegretti       | Italia (bandiera)                              | Ala          | 1981     | 2.04 m  |
| 6   | Davide Colonnello      | Italia (bandiera)                              | Guardia      | 1981     | 1,96 m  |
| 7   | Evgenij Kisurin        | Russia (bandiera)                              | Ala-Centro   | 1969     | 2,05 m  |
| 8   | Francesco Vescovi      | Italia (bandiera)                              | Ala          | 1964     | 2,00 m  |
| 9   | Gianmarco Pozzecco     | Italia (bandiera)                              | Playmaker    | 1972     | 1,80 m  |
| 10  | Denis Wucherer         | Germania (bandiera)                            | Guardia      | 1973     | 1,96 m  |
| 11  | Andrea Meneghin        | Italia (bandiera)                              | Ala          | 1974     | 2,00 m  |
| 12  | Alessandro Davolio     | Italia (bandiera)                              | Play-Guardia | 1975     | 1,88 m  |
| 13  | Francesco Foiera       | Italia (bandiera)                              | Ala-Centro   | 1975     | 2,07 m  |
| 14  | Cristiano Zanus Fortes | Italia (bandiera)                              | Centro       | 1971     | 2,06 m  |
| 15  | Daniel Santiago        | Porto Rico (bandiera) · Stati Uniti (bandiera) | Pivot        | 1976     | 2,10 m  |
| -   | Andrea Agazzone        | Italia (bandiera)                              | Pivot        | 1979     | 2,12 m  |
| -   | Saša Knežević          | Austria (bandiera)                             | Playmaker    | 1981     | 1,80 m  |
| -   | Mergin Sina            | Albania (bandiera) · Belgio (bandiera)         | Ala          | 1967     | 1,98 m  |

## Giocatori tagliati
| No. | Nome             | Nazionalità            | Ruolo     | Nato nel | Altezza | Fino al    |
| --- | ---------------- | ---------------------- | --------- | -------- | ------- | ---------- |
| -   | Corey Allen      | Stati Uniti (bandiera) | Ala       | 1971     | 2,01 m  | 11/11/1999 |
| -   | Glenn Sekunda    | Irlanda (bandiera)     | Ala       | 1973     | 2,03 m  | 03/12/1999 |
| -   | Eric Cárdenas    | Panama (bandiera)      | Centro    | 1973     | 2,06 m  | 03/12/1999 |
| -   | Maurizio Giadini | Italia (bandiera)      | Playmaker | 1976     | 1,99 m  | 10/12/1999 |

- Dal 30/12/1999

Head Coach: Valerio Bianchini
- Fino al 30/12/1999

Head Coach: Massimo Galli